# Sanriku
 (signalé en juin 2025).
Si vous disposez d'ouvrages ou d'articles de référence ou si vous connaissez des sites web de qualité traitant du thème abordé ici, merci de compléter l'article en donnant les références utiles à sa vérifiabilité et en les liant à la section « Notes et références ».
- Archive Wikiwix
- Bing
- Cairn
- DuckDuckGo
- E. Universalis
- Gallica
- Google
- G. Books
- G. News
- G. Scholar
- Persée
- Qwant
- (zh) Baidu
- (ru) Yandex
- (wd) trouver des œuvres sur Wikidata

Sanriku (三陸, Sanriku) est une zone géographique faisant partie de la région du Tōhoku, dans le nord-est de Honshū au Japon. Son nom fait référence aux trois anciennes provinces qui la composent : Rikuō, Rikuchū et Rikuzen. Aujourd'hui elle correspond aux préfectures d'Aomori, Iwate, Miyagi et Akita (en partie pour les deux dernières).